# J'me sens ben – Enregistrement public à l'Olympia Vol. 2
Albums de Diane Dufresne
Olympia 78
(1978) J'me sens ben - Enregistrement public à l’Olympia
(1978)
J'me sens ben – Enregistrement public à l’Olympia Vol. 2 est le troisième album live de la chanteuse québécoise Diane Dufresne ainsi que le volume 2 de l'album Olympia 78.

## Édition33 Tours

### Titres
| 1. | J'ai besoin d'un chum                       | Luc Plamondon | François Cousineau | 3:22 |
| 2. | Vingtième étage                             | Luc Plamondon | François Cousineau | 4:52 |
| 3. | Les hauts et les bas d'une hôtesse de l'air | Luc Plamondon | François Cousineau | 6:13 |
| 4. | La main de Dieu                             | Luc Plamondon | François Cousineau | 7:04 |

| 1. | Partir pour Acapulco   | Luc Plamondon | François Cousineau | 5:20 |
| 2. | On tourne en rond      | Luc Plamondon | François Cousineau | 5:42 |
| 3. | J'me sens ben          | Luc Plamondon | François Cousineau | 5:12 |
| 4. | La chanteuse straight  | Luc Plamondon | François Cousineau | 4:09 |
| 5. | Berceuse pour un homme | Luc Plamondon | François Cousineau | 2:36 |

## Crédits
- Musiciens :
  - Basse : Claude Arsenault
  - Batterie : Martin Simon
  - Guitare : Bob Cohen
  - Claviers : Jimmy Tanaka, Jeff Fisher
  - Timbales : Jimmy Tanaka
- Ingénieurs du son : Ian Terry (Studio mobile Maison Rouge)
- Arrangements : Jimmy Tanaka (avec la collaboration des musiciens)
- Direction musicale : Jimmy Tanaka
- Sonorisation : Charles Roche
- Mixage : Ian Terry (assisté de Jimmy Tanaka et Louis Gauthier) Studio Tempo Montréal
- Photos : Alain Marouani
- Supervision artistique : Luc Plamondon
- Réalisation : Amérilys Inc. avec la collaboration de Ian Terry